# بالیکلی‌باشوو
بالیکلی‌باشوو (انگلیسی: Balyklybashevo) یک شهرک در شهرستان فیودوروفسکی استان باشقیرستان کشور روسیه است.